# Myurella ningaloensis
Myurella ningaloensis é uma espécie de gastrópode do gênero Myurella, pertencente a família Terebridae.